# Conte fantastique
Le Conte fantastique est une œuvre d'André Caplet pour harpe diatonique et quatuor à cordes inspirée par la nouvelle d'Edgar Allan Poe Le Masque de la mort rouge.

## Présentation
Le prétexte du Conte fantastique est la nouvelle Le Masque de la mort rouge tirée des Nouvelles histoires extraordinaires d'Edgar Poe, où la mort s'invite lors d'un bal et frappe aux douze coups de minuit. 
À l'origine, l’œuvre est composée par Caplet en 1908 sous le titre de Légende, étude symphonique pour harpe chromatique principale et orchestre, et créée le 7 mars 1909 par Lucile Wurmser-Delcourt et les Concerts Colonne dirigés par Gabriel Pierné. La partition est initialement destinée à la harpe chromatique mise au point par Gustave Lyon. En 1923, le compositeur adapte la pièce pour harpe diatonique à pédales Érard et quatuor à cordes, à l'intention de Micheline Kahn. 
La harpiste crée l’œuvre en compagnie du quatuor Poulet le 18 décembre 1923 à Paris, salle Érard.   
La mort est représentée par le jeu de la harpe dont la table est utilisée, à un moment, comme instrument de percussion. L'utilisation de cet instrument, habituellement bucolique, dans un thème dramatique est complètement inhabituelle et témoigne de la maîtrise de son jeu par le musicien qui a écrit également d'autres partitions pour cette dernière (Divertissements, Prières pour chant, harpe et quatuor, Deux sonnets pour soprano et harpe, notamment).

## Argument littéraire
Un fragment du conte de Poe est explicitement cité en exergue de la partition de Caplet.
Le Masque de la mort rouge repose sur l'évocation de l'univers angoissant « d'un huis clos débouchant sur l'issue fatale ». Afin d'échapper à la peste, le prince Prospero s'isole avec des amis dans une abbaye fortifiée. Lors d'un fastueux bal masqué, à minuit, apparaît derrière l'horloge un personnage inconnu sous un déguisement effrayant, la « mort rouge », qui répand l'inexorable maladie et provoque la mort de tous les convives.

## Analyse musicale
Dans Conte fantastique, Caplet réalise « un habile compromis entre l'illustration directe du texte [...] et le contenu symbolique ». 
La musique alterne ainsi d'insouciantes évocations de bal et d'inquiétantes interventions qui rompent la régularité du discours, au moyen notamment d'ambiguïtés harmoniques qui viennent régulièrement troubler la tonalité principale de mi mineur, de l'emploi d'ostinatos rythmiques et d'ingénieuses trouvailles dans l'instrumentation. Le compositeur use en particulier de multiples techniques instrumentales aux cordes : accords joués du talon près du chevalet, harmoniques en glissando ou en pizzicato, archet col legno. 
À l'issue d'une écoute en concert en 1930, Le Ménestrel écrit : « Le Conte fantastique tiré d'Edgar Poë (Le Masque de la Mort Rouge) est une œuvre animée d'un feu extraordinaire où, sur un rythme de lent tourbillon, naît, croît et domine une vision dramatique et angoissante. [...] Musique au plus haut point émouvante, au plus haut point remarquable aussi, et au succès très mérité ».
Pour le musicologue Alain Poirier, l’œuvre d'André Caplet est « l'une de ses meilleures partitions autant que l'une des plus originales de la production française de cette époque ».
La durée moyenne d'exécution du Conte fantastique est de seize minutes environ,.

## Discographie
- Conte fantastique « Le masque de la mort rouge », Orchestre philharmonique de Monte-Carlo, dir. Georges Prêtre. CD Emi CC33 - 3507 (Japon)
- Conte fantastique « Le masque de la mort rouge », pour harpe et quatuor à cordes, Les prières, pour chant, harpe et quatuor à cordes, Divertissements, pour harpe, Deux sonnets, pour soprano et harpe, Septuor « à cordes vocales et instrumentales », Sharon Coste (soprano), Sandrine Piau, soprano, Sylvie Deguy, mezzo-soprano, Laurence Gabel, harpe, Ensemble Musique Oblique. CD Harmonia Mundi HMC 901417, 1992.
- Caplet, le conteur, Ensemble Musica Nigella (enregistré du 1er au 6 mai 2022, au Théâtre de Montreuil-sur-Mer), Klarthe, 2023.

### Ouvrages généraux
- Alain Poirier, « André Caplet », dans François-René Tranchefort (dir.), Guide de la musique de chambre, Paris, Fayard, coll. « Les Indispensables de la musique », 1989 (ISBN 2-213-02403-0).

### Monographies
- Denis Herlin et Cécile Quesney, André Caplet : compositeur et chef d'orchestre, Paris, Société française de musicologie, 2020, 540 p. (ISBN 978-2-853-57269-9).